# 고왕
고왕(高王, ?~719년 3월)은 발해를 건국한 초대 왕이다. 고왕에 관해 중국 측 기록인 《구당서》에서는 대조영(大祚榮)을 고구려의 별종 출신으로 서술했고, 반면 《신당서》에서는 본래 고구려에 부속되었던 속말말갈(粟末靺鞨) 출신이라고 서술되어 있다.
당나라의 영주(營州)에 그 고구려 유민과 함께 이주되어 살았으며, 걸걸중상, 걸사비우 등을 따라 고구려 유민 및 말갈족을 이끌었다. 696년 이진충(李盡忠), 손만영(孫萬榮)이 이끄는 거란족의 반란을 틈타 걸걸중상, 걸사비우 등과 동쪽으로 이동, 무주(武周)는 사신을 보내 회유했으나 거절했다. 무주에 항복한 거란족 출신 장군 이해고(李楷固)의 습격을 받고 대패했으나 동쪽으로 이동했다. 
698년 천문령 전투에서 무주 군대를 격파하고 동모산에 성을 쌓고 진(震)을 건국, 연호를 천통(天統)으로 했다. 705년에 당나라와 화친하였고, 713년 당나라 예종으로부터 좌효위원외대장군 발해군왕(左驍衛員外大將軍 渤海君王) 홀한주도독부도독(忽汗州都督府都督)으로 책봉되고 형식적인 조공관계를 유지했다.
한국 측 기록인 《삼국유사》에 인용된 《신라고기》와 《제왕운기》에서는 대조영을 고구려 구장이라고 기록하고 있으며 신라고기에서 고구려 구장 조영은 성이 대씨라고 기록되어 있다.

## 생애

### 고구려무신
아버지는 걸걸중상이고, 어머니의 이름은 사서에 전하지 않는다. 대씨와 태씨 족보에 의하면 대조영의 어머니는 시씨(時氏)라고 한다
대한민국 역사학계에서는 대조영에 관한 많은 견해가 표명되어 왔지만, 일반적으로 구당서에 나온 고려 별종(渤海靺鞨大祚榮者 本高麗別種也)으로 보아 고구려 장군으로 보는 것이 정설이다. 왜냐면 신당서의 기록은 전반부는 발해국기, 후반부는 구당서에 의거해 서술된 것으로 파악되기 때문이다.
그 외의 주장으로는 말갈족으로서, 고구려에 복속된 뒤, 고구려화 과정을 거친 말갈계 고구려인 또는 쑹화강(송화강) 유역에 거주하던 고구려 종족이라고 본다. 대조영이 수나라 개황 연간 돌지계가 이끌고 수나라로 귀부하여 유성에 정착하게 된 속말말갈의 후손으로 보아, 그의 출자에서 고구려를 배제하는 학설도 존재한다. 서울대학교 국사학과 교수인 송기호는 여러 정황상 대조영은 말갈족이지만, 고구려에 귀속되어, 일정 부분 고구려화되었고, 걸걸중상을 거치면서 더욱 가속화되어 말갈계 고구려인으로서, 고구려 귀속의식이 나타나게 되어 훗날 발해국을 운영하는 기지가 되었다고 주장했다. 서강대학교 사학과 명예교수인 이종욱은 자신의 저서인 《고구려의 역사》에서 발해에는 고구려인들이 많이 살았고, 발해는 고구려의 전통을 이어받으며, 더욱이 속말말갈인 대조영은 고구려의 장군으로 있었기에 새로운 왕국을 세울 정보와 힘을 갖출 수 있었던 것 등을 생각할 필요가 있다고 강조했다. 6세기 후반, 고구려는 연개소문이 사망한 직후 그의 세 아들인 연남생·연남건·연남산의 권력 다툼을 벌였다.
결국 권력 다툼에서 밀려난 연남생은 당나라에 망명했다. 당나라는 667년 연남생을 앞세워 포기했던 고구려 침공을 다시 하였다. 최고 권력자였던 연남생의 합류로 고구려는 크게 무너져 당나라는 파죽지세로 평양성으로 진격했다. 결국 668년 신성(승려)가 평양성 문을 열어줘서 함락되고 고구려는 멸망하였다.

### 고구려 부흥운동과발해건국
고구려가 멸망한 후 옛 고구려 영토에는 당나라가 통제하는 안동도호부가 세워지고, 남아있던 고구려 세력 또한 671년 안시성 함락을 끝으로 막을 내리게 되었다. 이후 대조영 일가는 고구려 영주(榮州)로 이주했다. 그 이주의 계기가 강제였는지, 아니면 내투였는지 단정키 어려운 바이나, 걸사비우와 걸걸중상이 각각의 동질성이 강하였던 것으로 보아, 이 두 집단은 영주에 예속되어 있을 때부터 집단적으로 당나라에 예속된, 곧 일종의 기미주와 같은 양태하에 처해 있었던 것으로 추정된다.
한편, 696년 영주에서는 무주(武周)의 지나친 억압 정책에 대한 거란의 반란이 일어났다. 이로 인해 생겨난 혼란을 틈타 고구려 유민 걸걸중상과 말갈의 걸사비우는 영주에서의 이탈을 감행했고, 측천무후의 회유책에도 불구하고 동쪽으로 이동, 이해고가 이끄는 무주의 추격군과 전투를 벌였다.
이때 걸사비우와 걸걸중상이 죽고, 대조영은 남은 고구려 유민과 걸사비우의 말갈을 합병하여 이끌게 되었다. 대조영은 698년 천문령 전투에서 무주의 추격군을 격파해 승리하고 읍루의 동모산 지린성 돈화 부근)에서 발해를 건국하였다. 무주의 북진 정책을 위협하던 돌궐과 손을 잡아 대당 견제세력을 구축했다.

## 치세

### 국제 관계
대조영은 705년에 측천무후의 무주가 멸망하고 재건된 당나라와 화친하였고, 713년 2월 당나라 예종은 낭장 최기(郎將崔訢)를 보내 명목상 고왕(高王)을 좌효위원외대장군 발해군왕(左驍衛員外大將軍 渤海君王) 홀한주도독부도독(忽汗州都督府都督)으로 책봉하였다. 이후 그는 형식적으로 당나라에 사절단과 조공을 보냈다. 구당서 199권, 신당서 219권 나타나다. 719년, 고왕이 붕어한 뒤 그의 아들 무왕(武王)이 왕위를 이었다.
구당서 199권 발해말갈편, 신당서 219권 발해편에 의하면 그가 죽자 당 현종은 바로 사절을 보내 조문하고, 구당서 199권 발해말갈편에는 바로 계루군왕 대무예에게 좌효위대장군 발해군왕 흘한주도독부 도독직에 봉했다.
당나라는 발해를 고립시키고자 하였으나, 오히려 고왕은 돌궐과 동맹 관계를 형성하며 고립 관계에서 벗어나고자 하였다. 이는 발해의 세력이 건국 초기에 비해 상대적으로 강해졌음을 의미한다.
700년에는 발해가 신라에 사신을 파견하기도 했다. 신라와의 관계는 나쁘지 않았으나 그렇다고 친밀한 것도 아니었다. 신라의 유학자 최치원은 "발해의 왕인 고왕이 신라와 수교를 맺고 싶어 사람을 보냈는데, 효소왕이 이를 기특하게 여겨 고왕에게 대아찬(大阿飡)이라는 관작을 하사하였다"라는 기록을 사불허북국거상장, 《동사강목》에서 확인할 수 있다. 신라와 발해는 당시 몇 차례 교류가 있었으나 친선적인 관계로 발전하지는 못했다. 이는 양국이 그 무렵에는 국경을 접하고 있지 않아 직접적인 접촉이 없었기 때문이다. 신라와 발해가 본격적으로 관계를 맺기 시작한 것은 8세기 초반에 발해가 본격적으로 고구려의 후예임을 자처하고 양국이 함흥 일대에서 직접 국경을 접하면서 부터다.

## 가계
- 부 : 대중상(乞乞仲象)
- 모 : 시씨(時氏)
  - 고왕(대조영)
    - 왕자 : 무왕(武王, ? ~ 737, 재위:719~737)
    - 왕자 : 대문예(大門藝)
    - 왕자 : 대술예(大述藝)[15]
    - 왕자 : 대창발가(大昌勃價)[16]
    - 왕자 : 대림(大琳)[17]
    - 왕자 : 대호아(大湖雅)[18]
    - 왕자 : 대낭아(大朗雅)[19]

  - 왕제 : 대야발(大野勃)
    - 조카 : 대원기(大元璣) - 선왕의 증조부
    - 조카 : 대일하(大壹夏)

## 대중 문화속에 나타나는 고왕
- 《삼국기》, KBS, 1992년~1993년, 배우: 임선택
- 《대조영》, KBS, 2006년~2007년, 배우: 최수종(아역:박건우)

## 기타
대한민국 해군의 충무공이순신급 구축함의 제3번함의 이름은 '대조영함(ROKS DDH 977)'이다.
경산시 남천면 송백2리 발해 마을에서는 매년 춘분에 발해 고왕 대조영의 제사가 행해진다.

## 같이 보기
- 밀양 대씨
- 협계 태씨
- 영순 태씨
- 신라
  - 효소대왕 (692년 ~ 702년)
  - 성덕대왕 (702년 ~ 737년)
- 당
  - 당 태종 (626년 ~ 649년)
  - 당 고종 (649년 ~ 683년)
  - 측천무후 (690년 ~ 705년)
- 거란
  - 이진충 (660년 ~ 696년)
  - 손만영 (696년 ~ 697년)
  - 이해고 (696년 ~ 698년)